# Рим, Рангсиман
Рангсиман Рим (тайск. รังสิมันต์ โรม; также известный как Байплу (тайск. ใบพลู); род. 31 мая 1992, Пхукет, Таиланд) — таиландский политический деятель, член Палаты представителей Таиланда, заместитель генерального секретаря партии «Движение вперёд». Ранее занимал пост пресс-секретаря партии «Движение вперёд».

## Биография

### Ранние годы
Рангсиман родился 31 мая 1992 года в Пхукете, Таиланд в семье американца Марка Роума и тайки Напапорн Хаус. Окончил среднюю школу Тавитаписек, а затем — юридический факультет Университета Таммасат.

### Политическая карьера
Рангсиман приобрёл известность на национальном уровне Таиланда как политический активист после военного переворота 2014 года. Был членом «Движения за новую демократию». 27 октября 2018 года он стал членом «Партии будущего», а позднее был избран депутатом по партийному списку на парламентских выборах 2019 года.
После роспуска «Партии будущего», Рангсиман Рим был одним из 54 депутатов которые перешли в партию «Движение вперёд». Там он получил должность заместителя генерального секретаря и пресс-секретаря партии.
В феврале 2023 года депутаты обсудили деятельность правительства Таиланда. 15 февраля того же года во время парламентских дебатов о деятельности правительства по борьбе с незаконным оборотом наркотиков и теневой экономикой, Рангсиман обвинил премьер-министра Праюта Чан-Очу в связях с коррумпированными деятелями и игнорировании обещаний правительства по решению проблем с наркотиками. Он обвинил сенатора Упакита Пачариянкуна в отмывании денег и торговле наркотиками с участием зятя Упакита и бирманского бизнесмена Тун Мин Латта. На последующей пресс-конференции Рангсиман обвинил Упакита в ложном декларировании своих активов перед тем, как тот занял своё место в Сенате в 2019 году. В ходе дебатов Рангсиман также раскрыл проблему коррупции в тайских правоохранительных органах в отношении предполагаемого лидера китайской триады. 19 февраля тайская полиция объявила, что выдвинет обвинения против данного гражданина Китая.
На парламентских выборах в мае 2023 года он баллотировался в депутаты по партийному списку от «Движения вперёд» под № 8. После избрания был назначен председателем Комиссии государственной безопасности Палаты представителей Таиланда.